# Robert Woodrow Wilson
Robert Woodrow Wilson   (Houston, 10 de gener de 1936) és un físic i astrònom estatunidenc que juntament amb Arno Allan Penzias, va descobrir la radiació còsmica de fons de microones (CMB) el 1964. La parella va guanyar el Premi Nobel de Física l'any 1978 pel seu descobriment.

## Biografia
Va néixer el 10 de gener de 1936 a la ciutat de Houston, situada a l'estat nord-americà de Texas. Va tenir dues germanes, tres i set anys més petites. Els seus avis es van traslladar a Texas des del sud després de la Guerra Civil i es van establir en una petita granja a la zona de Dallas. La família prioritzava l'educació com la manera de millorar la vida dels fills i els seus pares van aconseguir graduar-se a la universitat. Després de rebre un màster en química per la Rice University, el pare de Robert va treballar en una empresa de serveis de pous petrolífers a Houston.
Va anar a l'escola pública a Houston. Va fer classes de piano durant uns quants anys i, a l'institut, va tocar el trombó a la banda de música.
Abans de la universitat va fer molts viatges amb el seu pare als camps petrolífers per visitar les seves operacions. Després d'haver mostrat un gran interès per l'electrònica del seu pare, solia arreglar ràdios i més tard televisors per divertir-se i disposar de diners. Va construir el seu propi set d'hi-fi i va ajudar amics amb les seves emissores de ràdio aficionats.
Després d'haver estat admès a la Universitat Rice, va fer una tesi amb C.F. Squire construint un regulador per a un imant per al seu ús en física de baixa temperatura. Després d'això va treballar a l'estiu amb Exxon i va obtenir la seva primera patent. Cobria el generador de polsos d'alta tensió per a una font de neutrons polsada en una eina de registre de pous. Wilson es va graduar finalment en física a la Universitat de Rice a Houston. Després de Rice, va anar a Caltech a fer un doctorat en física, sense tenir cap idea exacta del que volia fer com a tesi. Finalment, David Dewhirst, astrònom de Cambridge i del grup Athenaeum, el va suggerir que veiés John Bolton i Gordon Stanley sobre radioastronomia. John havia anat a Caltech per construir l'Observatori de ràdio de la vall d'Owens. La radioastronomia oferia una bona barreja d'electrònica i física. La meva introducció a la radioastronomia, però, es va retardar durant un estiu. Va tornar a Houston i es va casar amb Elizabeth Rhoads Sawin el 1958.
L'any següent va fer els seus primers cursos d'astronomia i va anar a l'observatori durant les vacances escolars. Aquell estiu John Bolton li va demanar que s'unís a ell per observar algunes de les regions brillants en un mapa de la Via Làctia que havia estat fet per Westerhaut. A finals d'estiu, aquest projecte s'havia ampliat fins a fer un mapa complet d'aquella part de la Via Làctia que ens era visible. John va crear un tauler de dibuix a la seva oficina i va treballar amb Robert en el projecte.
El seu primer fill, Philip, va néixer durant el quart any a Caltech. Va fer molts viatges a l'Observatori de ràdio de la vall d'Owens, el primer amb dues setmanes d'edat. Ell i Betsy van ser fàcilment acceptats a l'observatori.
El seu projecte de tesi havia de ser la interferometria de línia d'hidrogen, però quan els primers plans per a un sistema d'oscil·ladors locals no van funcionar, va utilitzar l'enquesta galàctica com a base per a la seva tesi. John Bolton va tornar a Austràlia abans de completar el seu doctorat i Maarten Schmidt, que anteriorment havia fet recerca galàctica i que actualment estava treballant en quàsars, el va veure durant els últims mesos de treball de tesi. El 1961, H.E.D. Scovil a Bell Labs es va oferir a ajudar-lo a fer un parell d'amplificadors de màser d'ona viatgera per a l'interferòmetre. V. Radhakrishran va aconseguir la feina d'anar a Bell Labs per fer els masers i va treballar amb Rad en aquest projecte. El 1962 es doctorà a l'Institut Tecnològic de Califòrnia i va romandre a Caltech un any més com a becari postdoctoral per acabar diversos projectes en els quals va estar involucrat.
Va entrar a treballar als Laboratoris Bell a Crawford Hill el 1963 com a part del departament d'investigació de ràdio d'A.B. Crawford al laboratori de R. Kompfner. Va començar a treballar amb l'únic altre ràdioastrònom, Arno Penzias, que hi havia estat uns dos anys. Amb la creació de Comsat pel Congrés dels Estats Units, els esforços de satèl·lits de Bell System i la investigació espacial relacionada es van reduir. El 1965 Arno i Robert van dir que l'esforç de radioastronomia només podia tenir suport amb un membre del personal a temps complet. El primer va ser un projecte conjunt: un experiment de propagació en una via terrestre utilitzant com a font un làser de diòxid de carboni de 10,6 μ. Després d'això, va fer dos projectes de radioastronomia aplicada. Per al primer, va dissenyar un dispositiu que va anomenar Sun Tracker. Automàticament apuntava al sol mentre s'aixecava cada dia i mesurava l'atenuació de la radiació cm-ona del Sol a l'atmosfera terrestre. Com que l'atenuació va ser gran durant massa temps per a un pràctic sistema de satèl·lits, a continuació va instal·lar tres radiòmetres de punt fix en llocs espaiats per comprovar la viabilitat de treballar al voltant de fortes pluges.
El 1969 Arno va suggerir començar a fer astronomia d'ones mil·limètriques. Agafant els receptors d'ones mil·limètriques de baix soroll que havien estat desenvolupats a Crawford Hill per C.A. Burrus i W.M. Sharpless per a un sistema de comunicació de guia d'ones i fer un receptor astronòmic amb ells. I utilitzar-lo al nou radiotelescopi de 36 peus de l'Observatori Nacional de Radioastronomia al Kitt Peak d'Arizona. Les observacions van començar el 1969 amb un receptor continu. L'any següent, K.B. Jefferts s'hi va unir, i amb molta ajuda de C.A. Burrus a Crawford Hill i S. Weinreb a NRAO es va construir un receptor de línia espectral a 100 – 120 GHz. Ràpidament es va trobar que el CO està àmpliament distribuït a la nostra galàxia i és tan abundant que les espècies isotòpiques rares 13C16O i 12C18O eren fàcilment mesurables. Els principals esforços es van dirigir cap a les proporcions d'isòtops com a sonda de nucleogènesi i comprensió de l'estructura dels núvols moleculars. El 1972, S.J. Buchsbaum, que era el nou director executiu, va reviure una proposta anterior i va suggerir construir una instal·lació d'ona mil·limètrica a Crawford Hill. S'havia d'utilitzar en part per a radioastronomia i, en part, per controlar les balises dels satèl·lits Comstar que AT&T tenia previst posar.
Wilson va ser director de projectes per al disseny i la construcció de l'antena i responsable de l'equipament i la programació necessaris per convertir-la en un radiotelescopi mil·limètric líder.
Wilson ha estat resident a Holmdel Township, Nova Jersey.
Wilson es va casar amb Elizabeth Rhoads Sawin el 1958.

## Recerca científica
Al costat d'Arno Allan Penzias treballà als Laboratoris Bell de Nova Jersey realitzant millores en el funcionament de les antenes convencionals. El 1964 ambdós físics descobriren accidentalment una font de sorolls provinents de l'atmosfera que eren completament desconeguts. La seva recerca els va dur a anomenar-los radiació còsmica de fons de microones o CMB, confirmant així la teoria del big-bang exposada per George Gamow.
Wilson i Penzias van guanyar la Medalla Henry Draper de l'Acadèmia Nacional de Ciències el 1977. Wilson va rebre el premi Golden Plate de l'American Academy of Achievement el 1987.
El 1978 fou guardonat amb el Premi Nobel de Física, juntament amb Arno Allan Penzias, pel seu descobriment de la Radiació còsmica de fons. El premi fou compartit amb Piotr Leonídovitx Kapitsa, tot i que aquest per un treball diferent.
Wilson va romandre als Laboratoris Bell fins al 1994, quan va ser nomenat científic sènior al Harvard-Smithsonian Center for Astrophysics a Cambridge, Massachusetts.
Wilson és un dels 20 guanyadors nord-americans del Premi Nobel de Física per signar una carta dirigida al president George W. Bush el maig de 2008, en la qual l'instava a revertir el dany causat a la investigació en ciències bàsiques en el Projecte de llei d'atribucions òmnibus de l'any fiscal 2008 mitjançant la sol·licitud de finançament d'emergència addicional per a l'Oficina de Ciència del Departament d'Energia, la National Science Foundation i l'Institut Nacional d'Estàndards i Tecnologia.
Wilson va ser elegit membre de la Societat Filosòfica Americana el 2009.